# Fête de l'igname (Bénin)

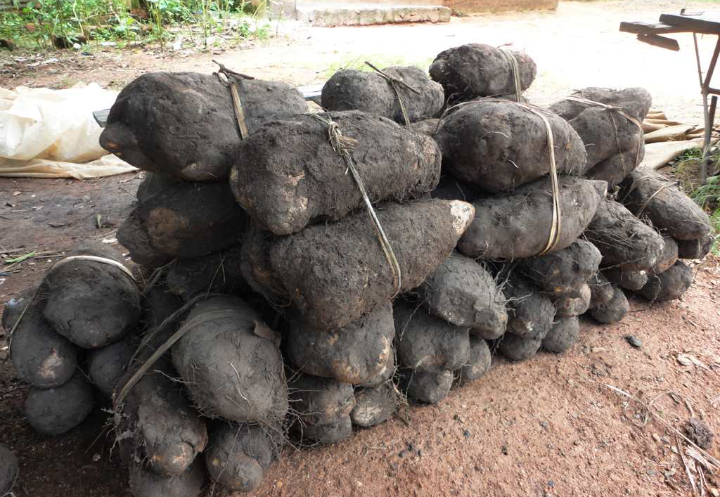
Récoltes d'igname à Savalou en 2020

La fête de l'igname est une fête traditionnelle saisonnière célébrée à la mi-août de chaque année au Bénin (principalement à Savalou). Elle est devenue aujourd'hui une fête identitaire qui rassemble non seulement des peuples ayant la même expression culinaire et culturelle, mais représente aussi une occasion de discuter des problèmes que rencontre la commune. C'est l'occasion pour le roi de Savalou d'autoriser officiellement la consommation des ignames fraîchement moissonnées des champs.

## Histoire

### Origine et signification
Les origines de la fête de l'igname remontent à la période coloniale. Il s’agissait d’une fête dédiée à vouer un culte aux divinités. Et ceci pour les remercier de l’abondance des moissons venant des champs, dont ils seraient les créateurs. En 1954, cette fête fût réadaptée en une célébration pour rassembler la diaspora de Savalou. À cette occasion, des sacrifices, des prières aux différentes divinités, mais aussi des activités culturelles sont organisés. La fête de l'igname a été instaurée par Tossoh Gbaguidi pour rassembler la diaspora de Savalou.

## Célébration
La célébration de la fête de l'igname a lieu le 15 août de chaque année et se concentre sur l’igname et plus spécifiquement celle appelée « laboco » parce qu’il s’agit de la première variété de tubercules récoltée au cours de la saison,,. Dès le 14 août de chaque année, des offrandes et des rites traditionnels aux ancêtres sont effectués.

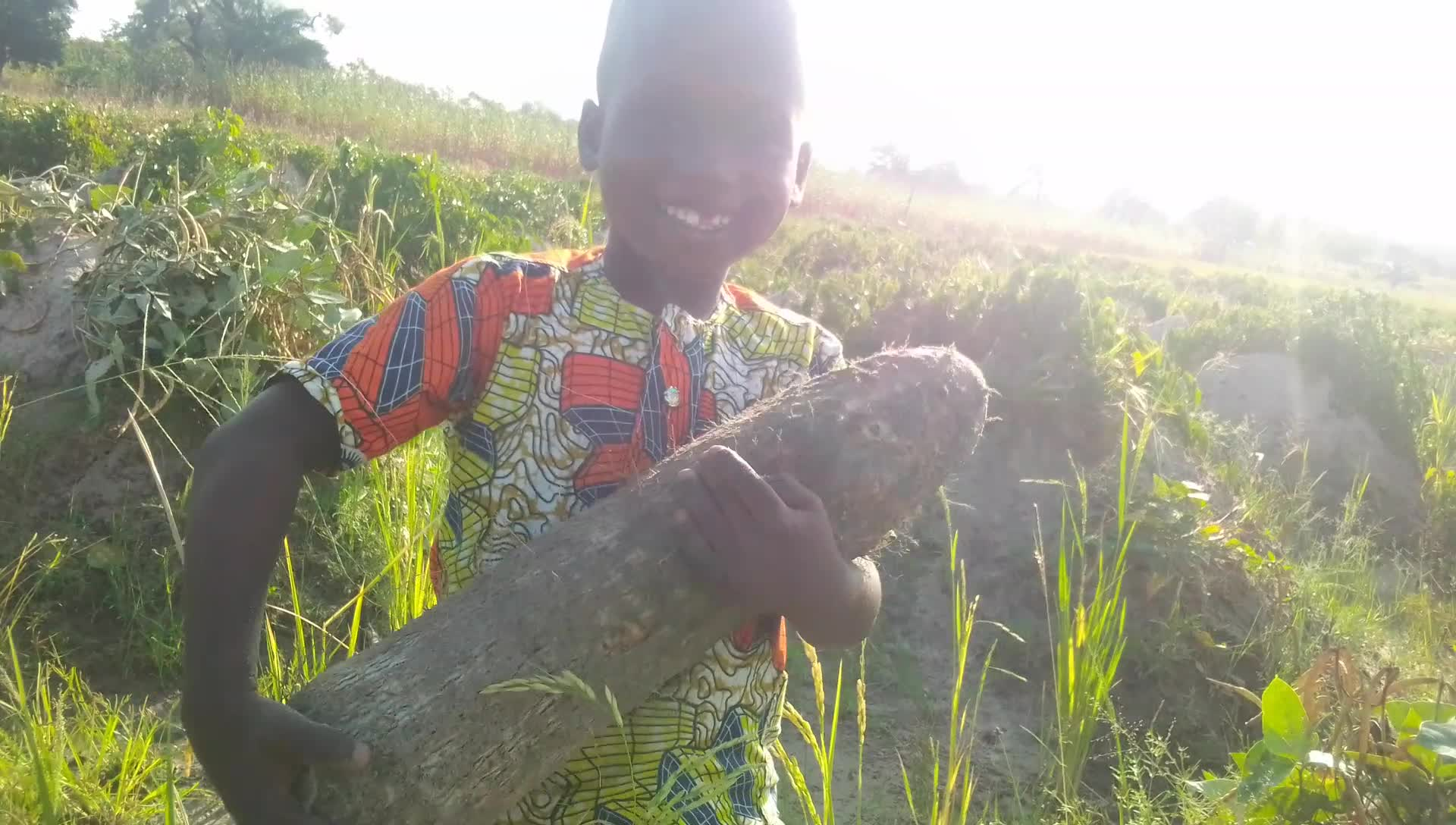
Récolte d'igname

## Enjeux

### Tourisme et culture
Cette réjouissance constitue une reconnaissance de tous les représentants de la commune de Savalou et de la culture Mahi, aux dieux pour leur assistance, leur protection et surtout pour les bonnes récoltes des tubercules d’igname. Au-delà de l’aspect religieux, cette réjouissance est l’occasion de discuter des problèmes que rencontre la commune et d’y apporter des solutions. Pour ce faire, chaque année, un thème est choisi et constitue le sujet principal des discussions.